# The Moon
"The Moon" (em português: "A Lua") foi a canção que representou a Roménia no Festival Eurovisão da Canção 2000 que se desenrolou em Estocolmo, Suécia. Foi a primeira canção da Roménia no Festival Eurovisão da Canção a não ser interpretada em romeno. Foi a quinta canção a ser interpretada na noite do evento, a seguir à canção da França "On aura le ciel", cantada por Sofia Mestari e antes da canção de Malta "Desire", interpretada por Claudette Pace. Terminou a competição em 17.º lugar, tendo recebido um total de 25 pontos. Devido à fraca classificação, a Roménia, não participaria em 2001, regressando em 2002 com Monica Anghel & Marcel Pavel que interpretaram a canção "Tell Me Why".

## Autores
- Letrista: Dan Teodorescu
- Compositor: Dan Teodorescu

## Letra
A canção é uma balada em que os ganhos de tempo se vão desenvolver. O vocalista Dan Teodorescu envia-a à sua amante, dizendo que ela foi capaz de olhar para sua alma e encontrar a humanidade dentro dela. Ele canta que, como resultado, "o vento está a brincar com o início da minha noite" e "a lua está tocando e assim por diante com o meu coração". Musicalmente, a canção é acentuada por flautas , interpretadas por Georgiana Pana .

## Versões
A banda lançou também uma versão em romeno, intitulada "Luna".